# Maserati 3500 GT
Maserati 3500 GT – samochód sportowy klasy wyższej produkowany przez włoską markę Maserati w latach 1957–1964.

## Historia i opis modelu

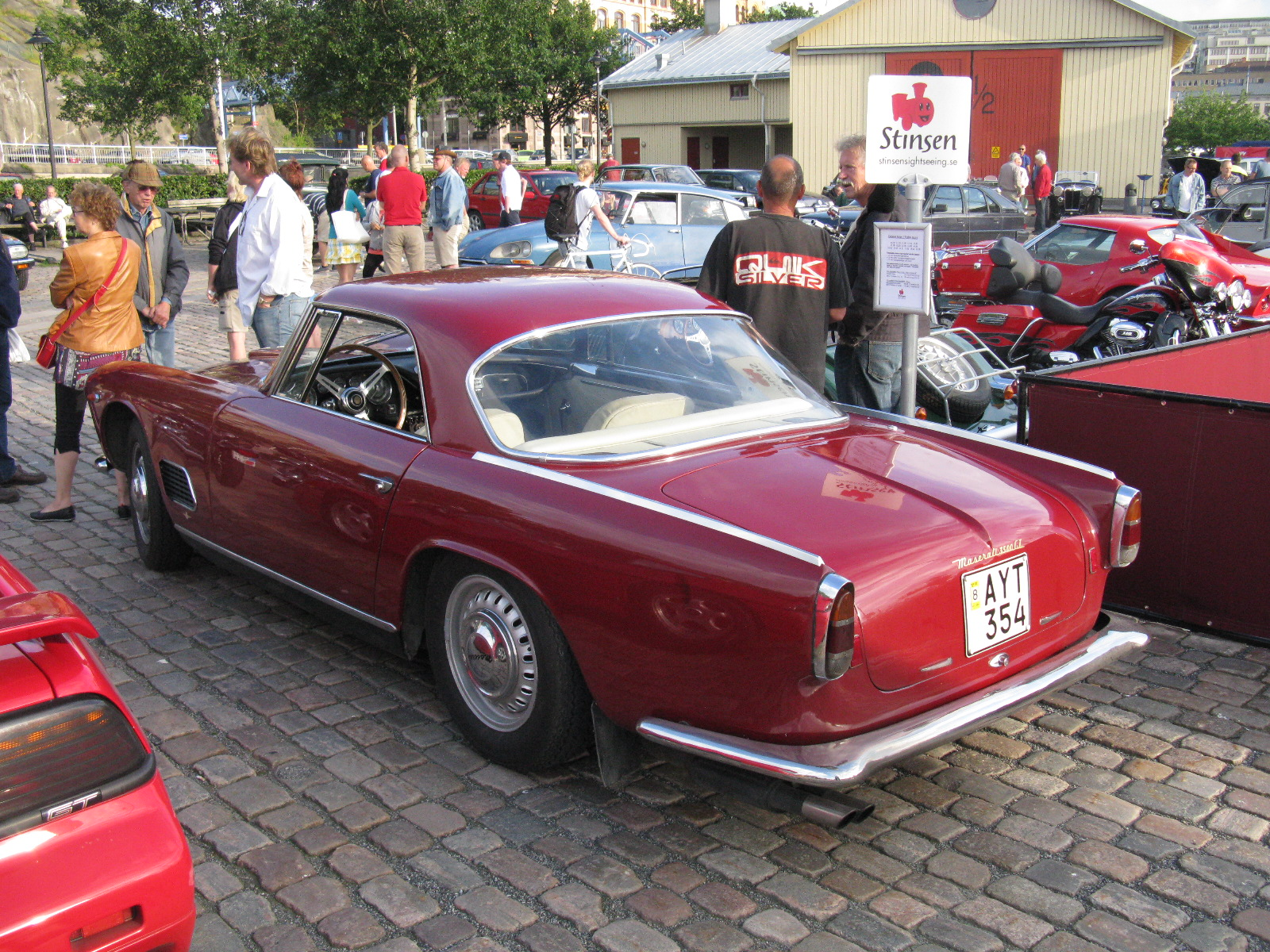
Maserati 3500 GT - tył

Dostępny jako 2-drzwiowe coupé oraz spider. Następca modelu A6. Do napędu użyto silnika R6 o pojemności 3,5 litra generującego moc 270 KM. Przenoszona była ona poprzez 5-biegową manualną skrzynię biegów ZF na koła tylne. Następcą został model Sebring.

### Dane techniczne
Źródło:

### Silnik
- R6 3,5 l (3485 cm³), 2 zawory na cylinder
- Stopień sprężania: 8,8:1
- Moc maksymalna: 268,7 KM (197,6 kW) przy 5500 obr./min
- Maksymalny moment obrotowy: 354 N•m przy 4000 obr./min

### Osiągi
- Przyspieszenie 0-80 km/h: 6,0 s
- Prędkość maksymalna: 235 km/h